# إيمانويل ألبرتو رينوسو
إيمانويل ألبرتو رينوسو (بالإسبانية: Emmanuel Alberto Reinoso)‏ هو لاعب كرة قدم أرجنتيني في مركز الهجوم، ولد في 1 فبراير 1983 في محافظة مندوزا في الأرجنتين. لعب مع غودوي كروز.

## وصلات خارجية
- إيمانويل ألبرتو رينوسو على موقع قاعدة بيانات كرة القدم.إي يو (الإنجليزية)
- إيمانويل ألبرتو رينوسو على موقع Soccerway.com (الإنجليزية)